# Musse Pigg och hans vänner firar jul
Musse Pigg och hans vänner firar jul (engelska: Mickey's Once Upon a Christmas) är en amerikansk animerad film från 1999, och är en animerad julantologifilm producerad av Walt Disney Video Premieres och vann priset för bästa animerade film på 5:e Kecskemét Animation Film Festival 1999. Filmen består av tre separata segment. En uppföljare med titeln Musses jul i Ankeborg släpptes 2004.

## Svenska röster
- Anders Öjebo - Musse Pigg
- Åsa Bjerkerot - Mimmi Pigg
- Andreas Nilsson - Kalle Anka
- Marie Kühler-Flack - Kajsa Anka
- Johan Lindqvist - Långben
- Stephan Karlsén - Svarte Petter
- Monica Forsberg - Knatte, Fnatte & Tjatte
- Alexander Lundberg - Max
- John Harryson - Joakim von Anka
- Torsten Wahlund - Berättare[1]